# Jardin Arsat Moulay Abdessalam
 (novembre 2018).

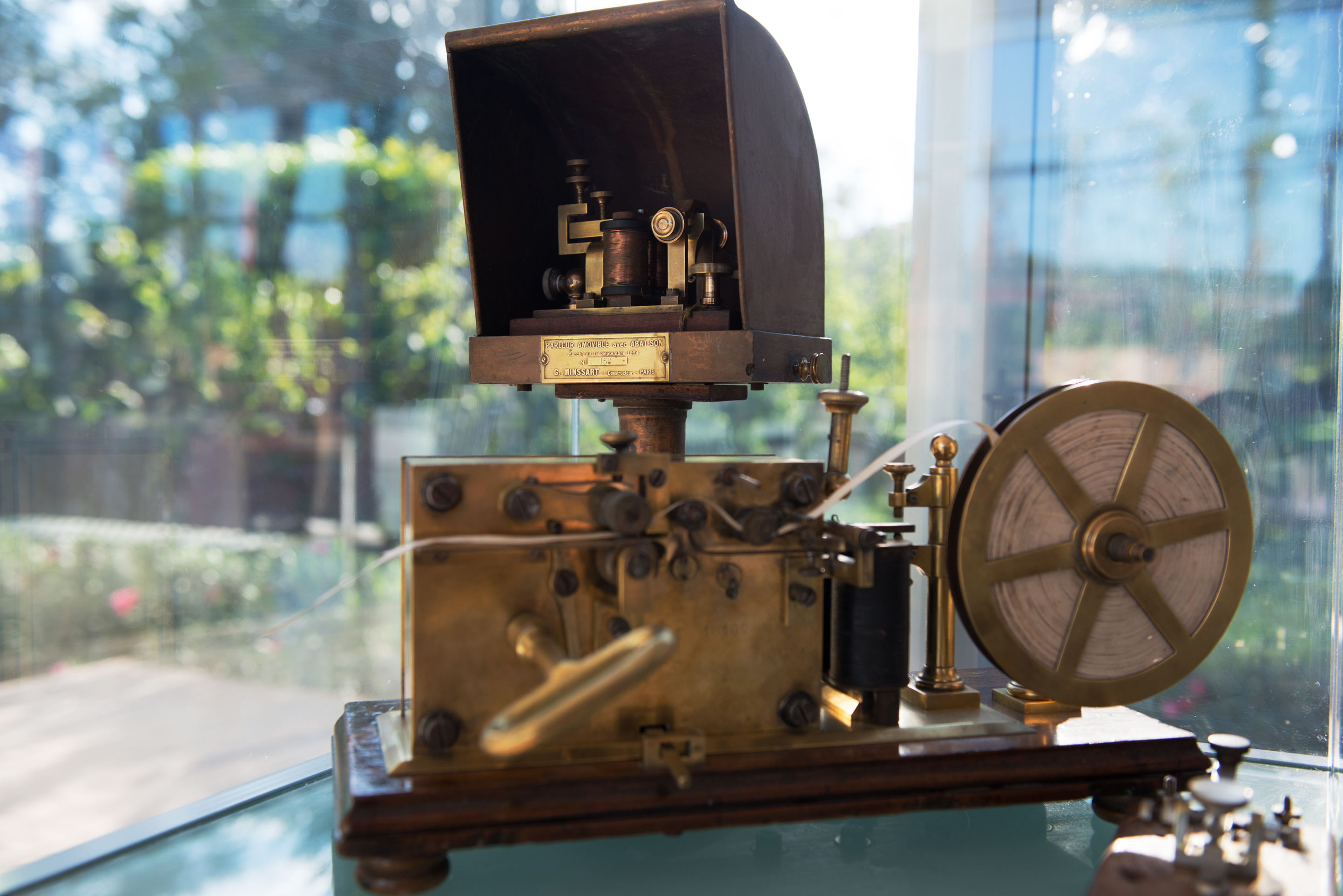

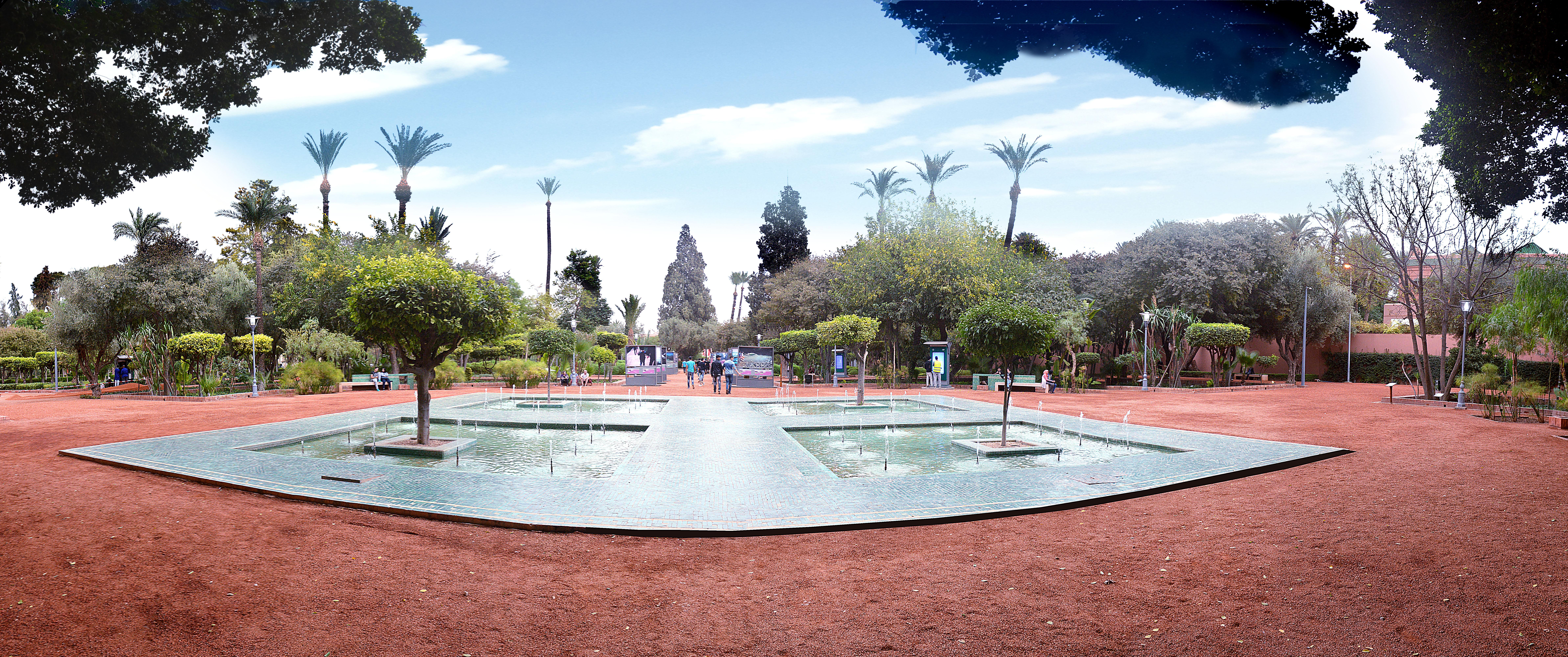

Au centre de Marrakech, le très ancien jardin Arsat Moulay Abdessalam est devenu le Cyber Parc Arsat Moulay Abdessalam

## Un concept de jardin unique

### Parc central au cœur de la ville ocre, jardin culturel et historique entièrement connecté par les réseaux haut débit
Le Cyber Parc Arsat Moulay Abdeslam est un jardin chargé d’histoire, offrant fraîcheur et détente en plein cœur de la ville de Marrakech ; un jardin éducatif et espace culturel entièrement connecté par les réseaux haut débit et les bornes interactives.
Le parc se trouve au cœur de la ville ocre. C'est un lieu calme avec une végétation locale et méditerranéenne riche et variée, des arbres centenaires et des allées ombragées. 
Ayant plus de 300 ans d’existence, le parc offre un détour vers un ancien jardin princier, datant du XVIIIe siècle ou l’on peut arpenter les mêmes allées empruntées par les contemporains du Prince fondateur de l’Arsat, Moulay Abdeslam, et apprécier l’art marocain des jardins sous le règne du sultan sidi Mohammed BENABDELALH (1710 – 1790). 
Les amateurs d’histoire peuvent enchaîner vers le Musée des télécoms qui retrace l’évolution des télécommunications dans le monde et au Maroc à travers des objets rares, une exposition photo, une borne multimédias ainsi que des audio – visio guides.

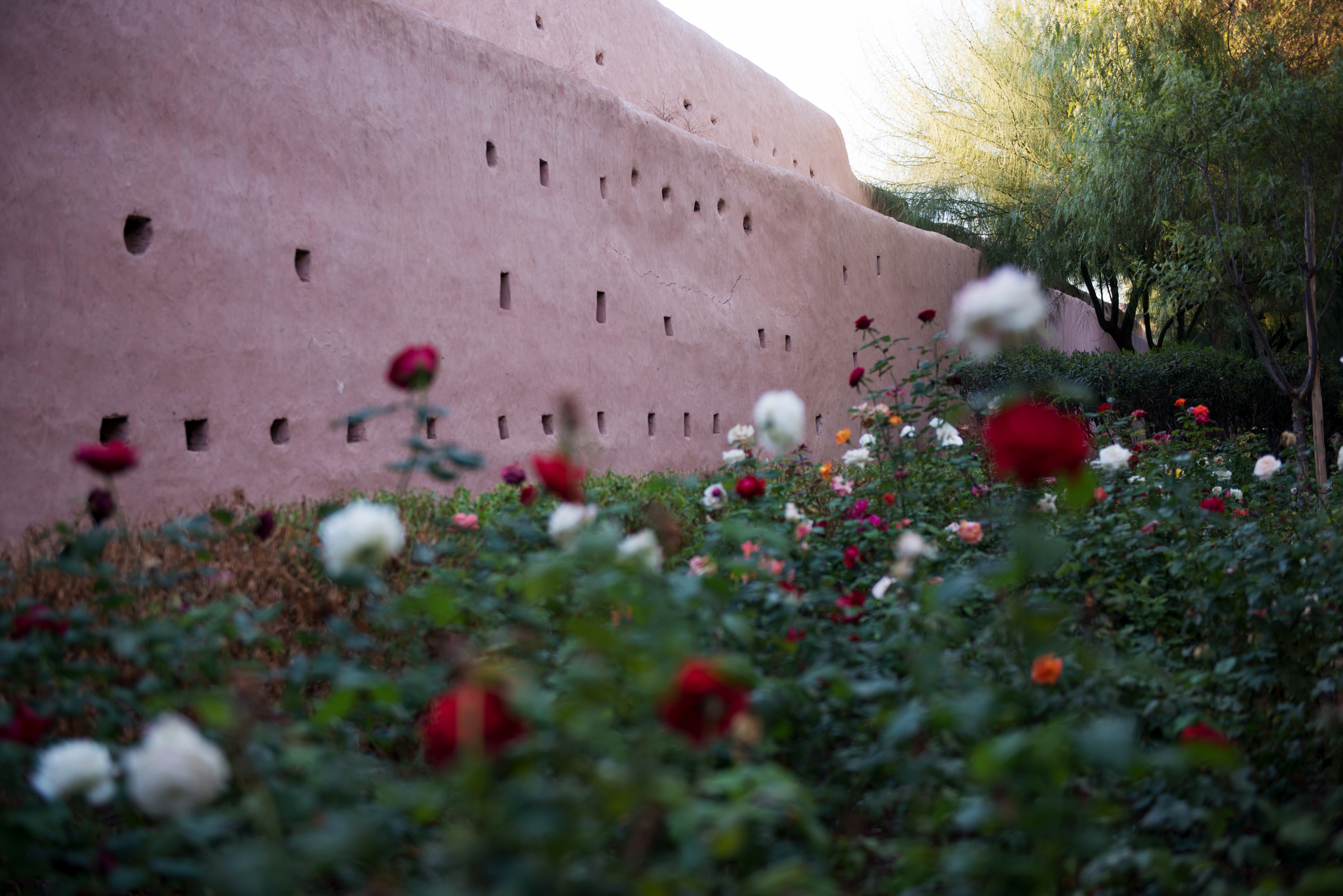

Les visiteurs du parc et particulièrement les touristes et les jeunes promeneurs apprécient aussi le réseau Wifi haut débit offert au parc et qui couvre entièrement les neuf hectares du jardin. Les 11 bornes interactives dernière génération installées en 2016 offrent aussi l’accès à Internet avec un contenu destiné à la promotion du tourisme à Marrakech et à la sensibilisation au développement durable et à la protection de l’environnement.
En 2016, le Cyber Parc Arsat Moulay Abdeslam a obtenu pour la troisième année consécutive, le Certificat d’Excellence du TripAdvisor pour la qualité de son accueil et de son service.

### Pont entre histoire, richesses du présent et technologies du futur
Le Jardin Arsat Moulay Abdeslam est un site historique, fondé au XVIIIe siècle sous le règne du Sultan Sidi Mohammed Ben Abdellah ; un jardin princier qui porte le nom du Prince Moulay Abdeslam, diplomate, poète, écrivain, ayant occupé les postes de gouverneur du Souss et de conseiller du Sultan.
Le jardin fut le cadeau de mariage offert par le sultan à son fils le prince Moulay Abdeslam lors de son mariage.
Le Jardin Arsat Moulay Abdeslam a joué à travers l’histoire un rôle important dans le développement d’une culture ouverte aux valeurs de progrès et de paix[réf. nécessaire]. Il était un lieu emblématique de l’expression du pouvoir politique, mais aussi un lieu qui accueille les expressions artistiques les plus variées et les festivités populaires tout en restant un lieu ouvert aux innovations technologiques (Ex : montage des premières machines agricoles à chevaux importées au XVIIIe siècle).

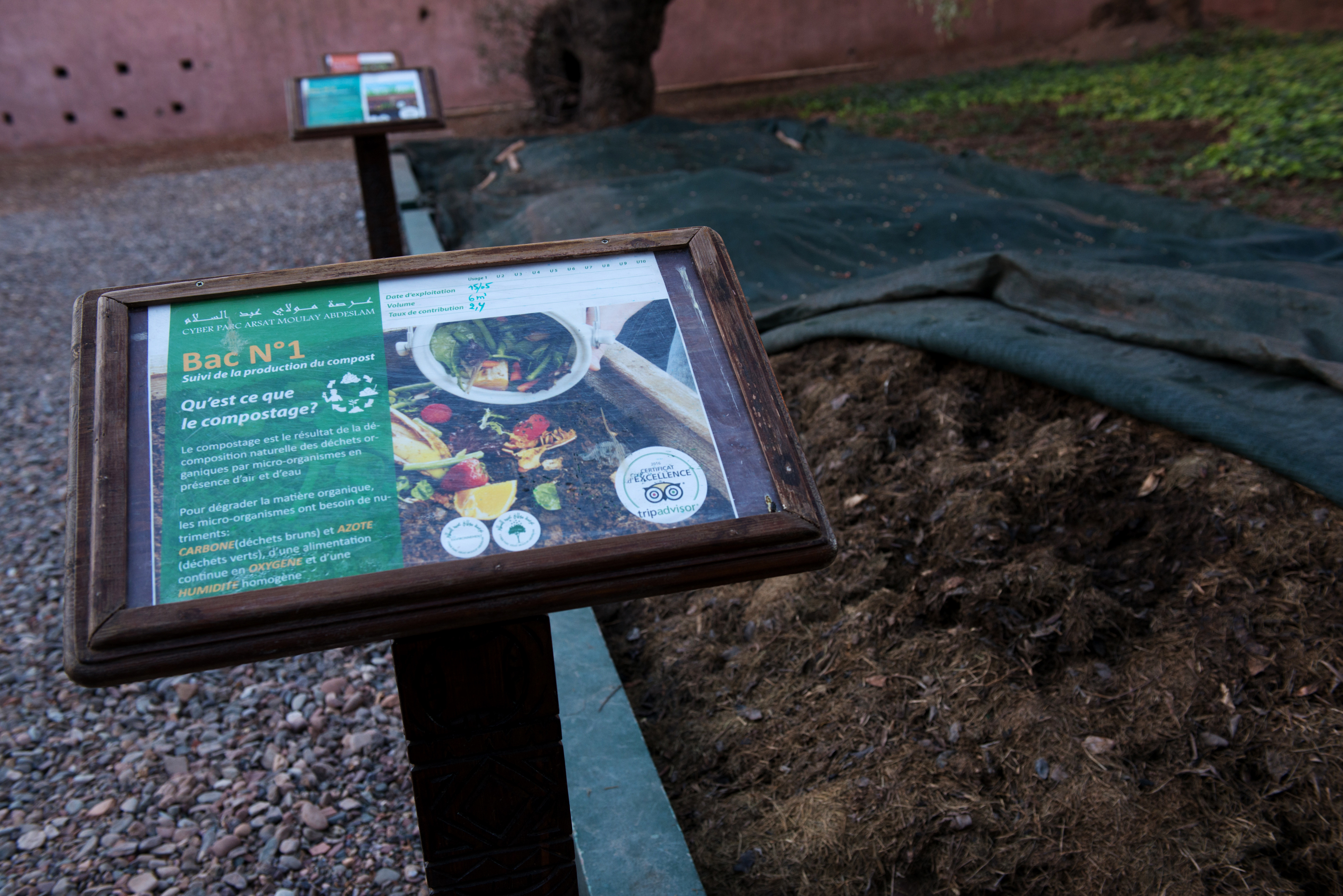
Bac de compostage.

En 2005, et sous l’impulsion de la Fondation Mohammed VI pour la protection de l’environnement, et avec le concours de Maroc Telecom, le jardin a pu être sauvé de l’oubli, par les grands travaux de réhabilitation et de rénovation qui ont eu lieu.
Ainsi, l’on a redonné vie à ce site en restant fidèle au style que son créateur voulait qu’il représente, à savoir un lieu de rencontre, de culture et d’ouverture tout en valorisant l’héritage écologique, historique, symbolique et culturel qu’il représente.
Le jardin est rebaptisé Cyber Parc Arsat Moulay Abdeslam par Lalla Hasnaa pour ancrer sa dimension ouverte sur les technologies et sur le futur.

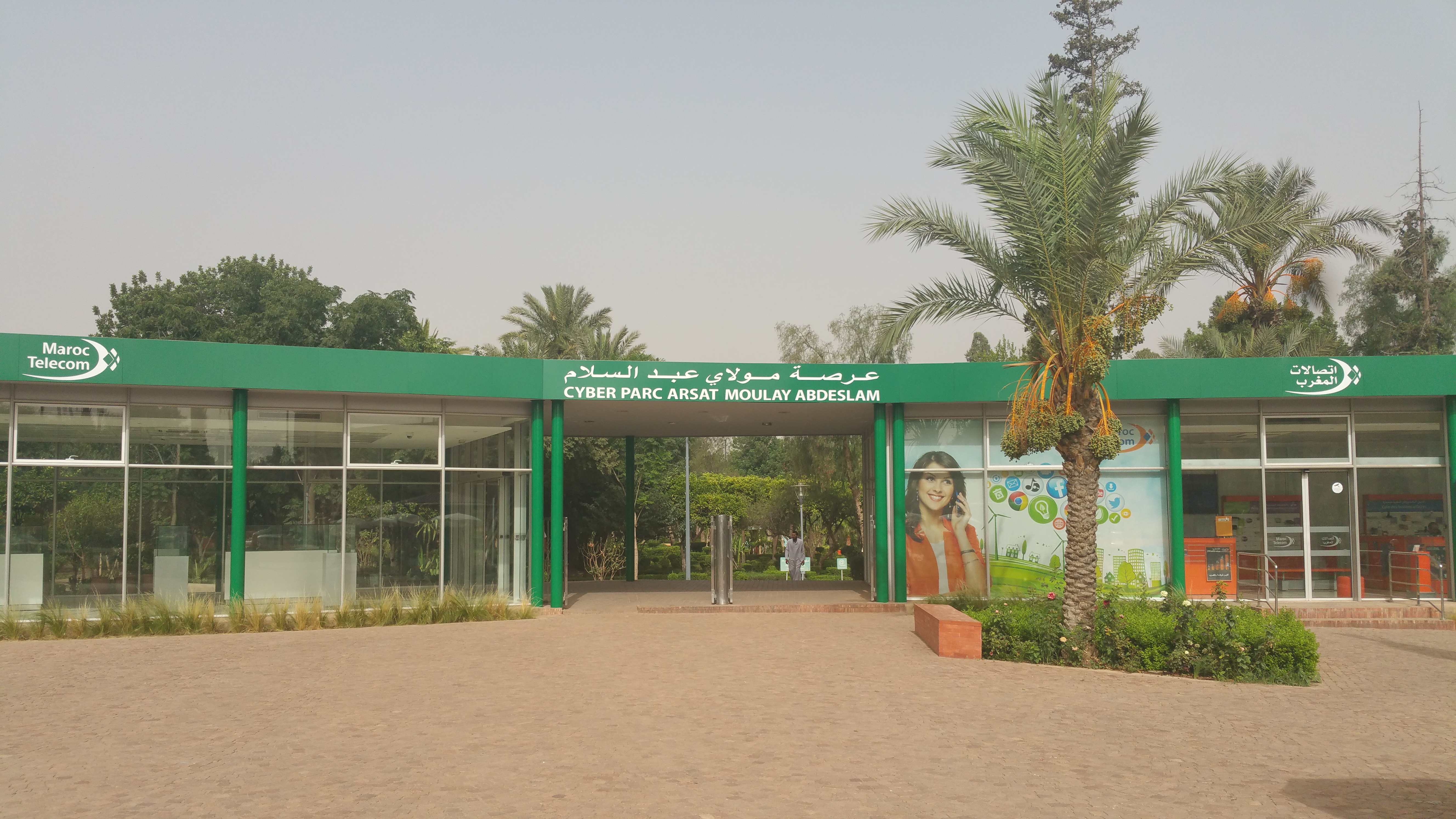

## Les composantes du Cyber parc

### Le Musée des Télécommunications
Un musée des télécommunications se trouve au hall de l’entrée principale du Cyber Parc. Ce musée rassemble une collection qui permet aux visiteurs de suivre, à travers les objets exposés, l’évolution technologique et institutionnelle des télécommunications au Maroc. L’immersion du visiteur à travers les différentes étapes clés du progrès technologique est facilitée par des audio-guides offrant des informations détaillées sur les objets exposés et les dates clés des avancées des télécoms au Maroc. Une borne multimédia est également disponible pour accéder à un contenu interactif sur l’histoire des télécoms et l’exposition. 
Les personnes à besoins spécifiques peuvent également utiliser un matériel destiné aux sourds et muets pour avoir accès à l’ensemble des présentations sur les objets exposés.
Ces objets exposés et la documentation de l’exposition ont été mis en place avec le concours du musée de Maroc Telecom de Rabat.

### L’amphithéâtre

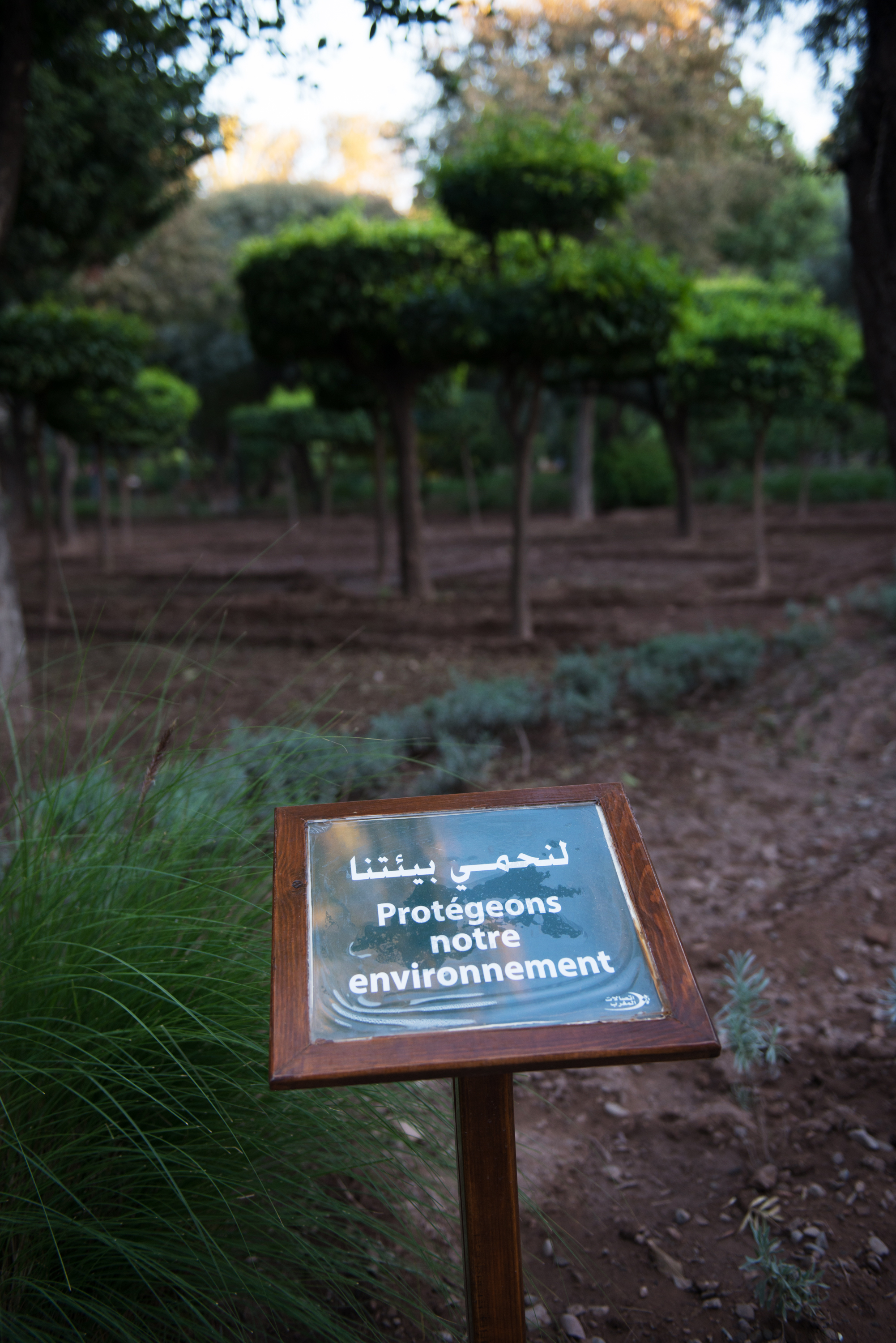

L’amphithéâtre du Cyber Parc Arsat Moulay Abdeslam est accessible gratuitement au grand public tous les jours de la semaine. C’est un espace en plein air d’une capacité de plus de 200 places, réparties entre places assises et les terrains engazonnés qui le ceignent.  Doté d’un mur de projection, et d’une scène, il accueille différentes manifestations culturelles et artistiques tout au long de l’année. Des accès et des places destinés aux personnes à mobilité réduite y sont disponibles depuis septembre 2016.

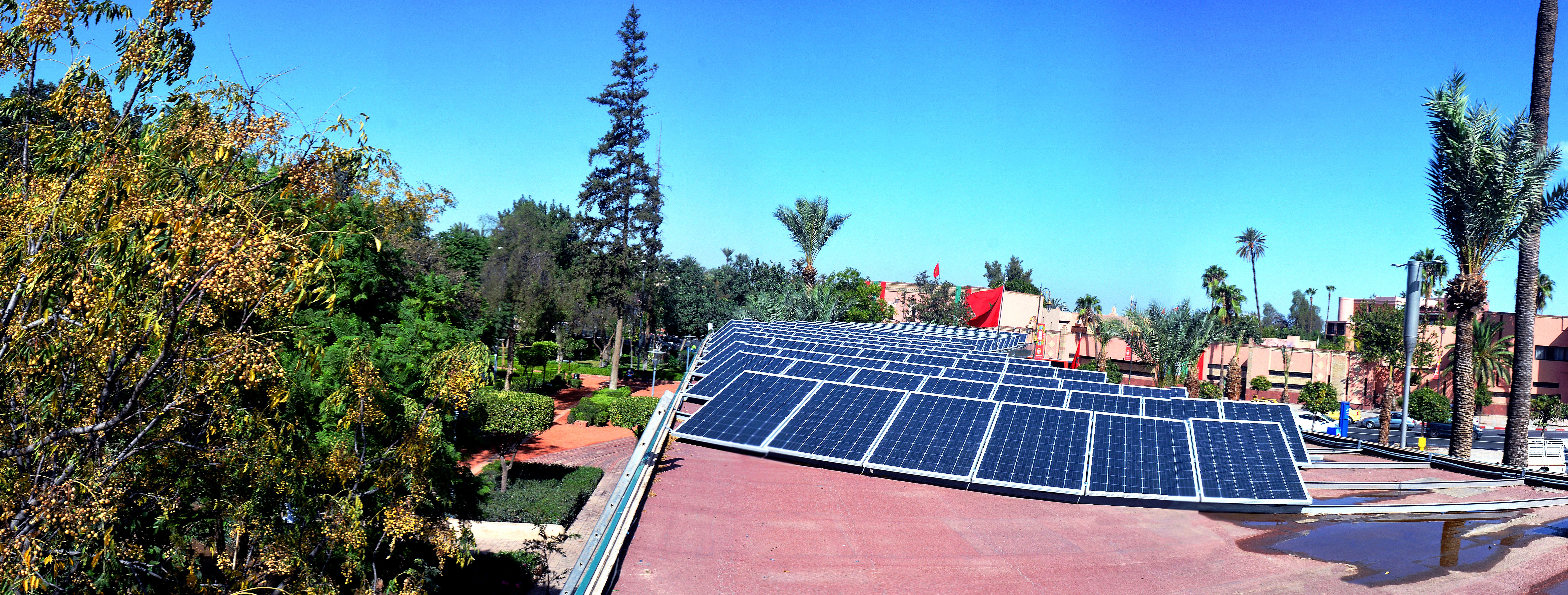

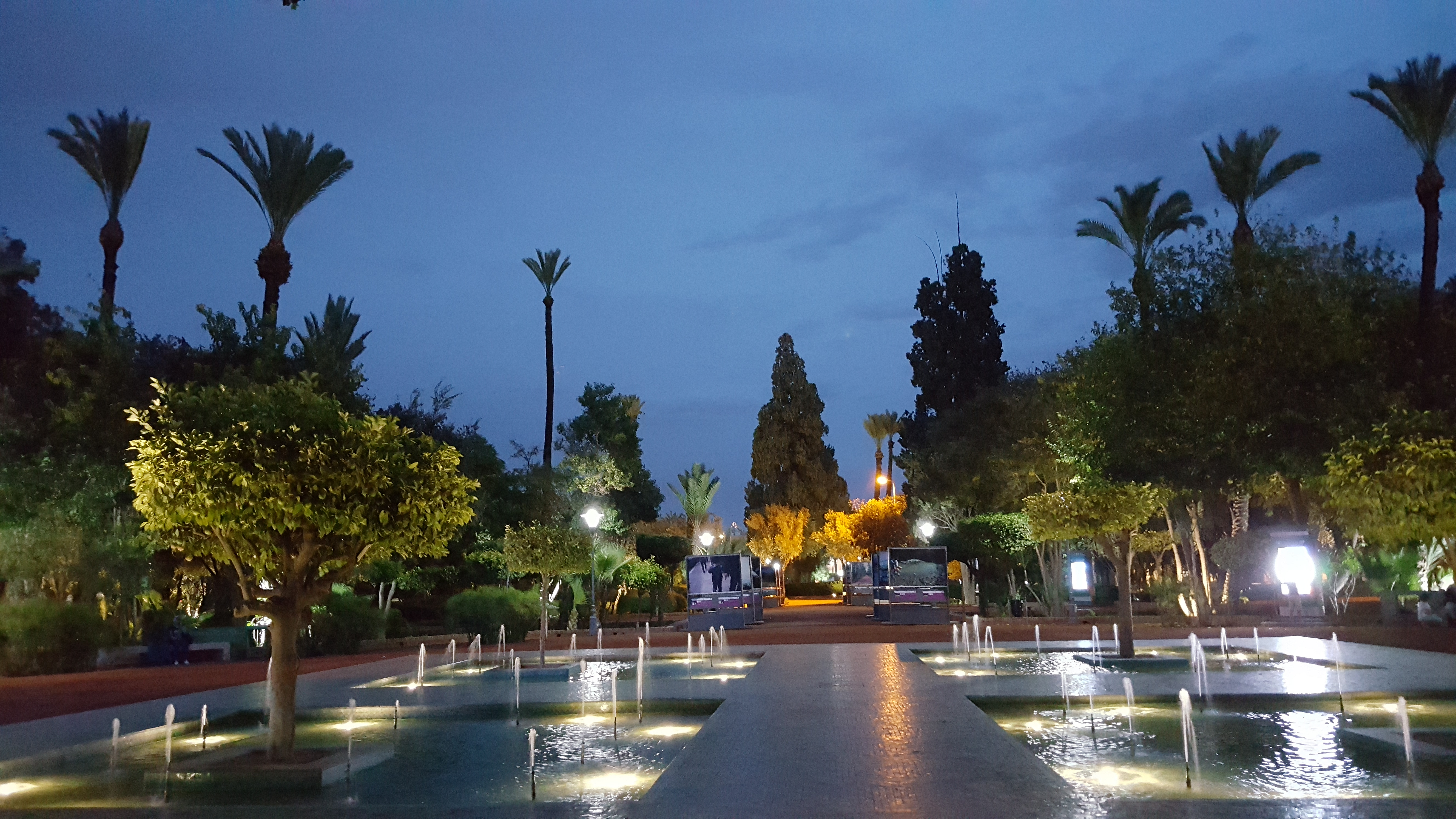

### L’esplanade

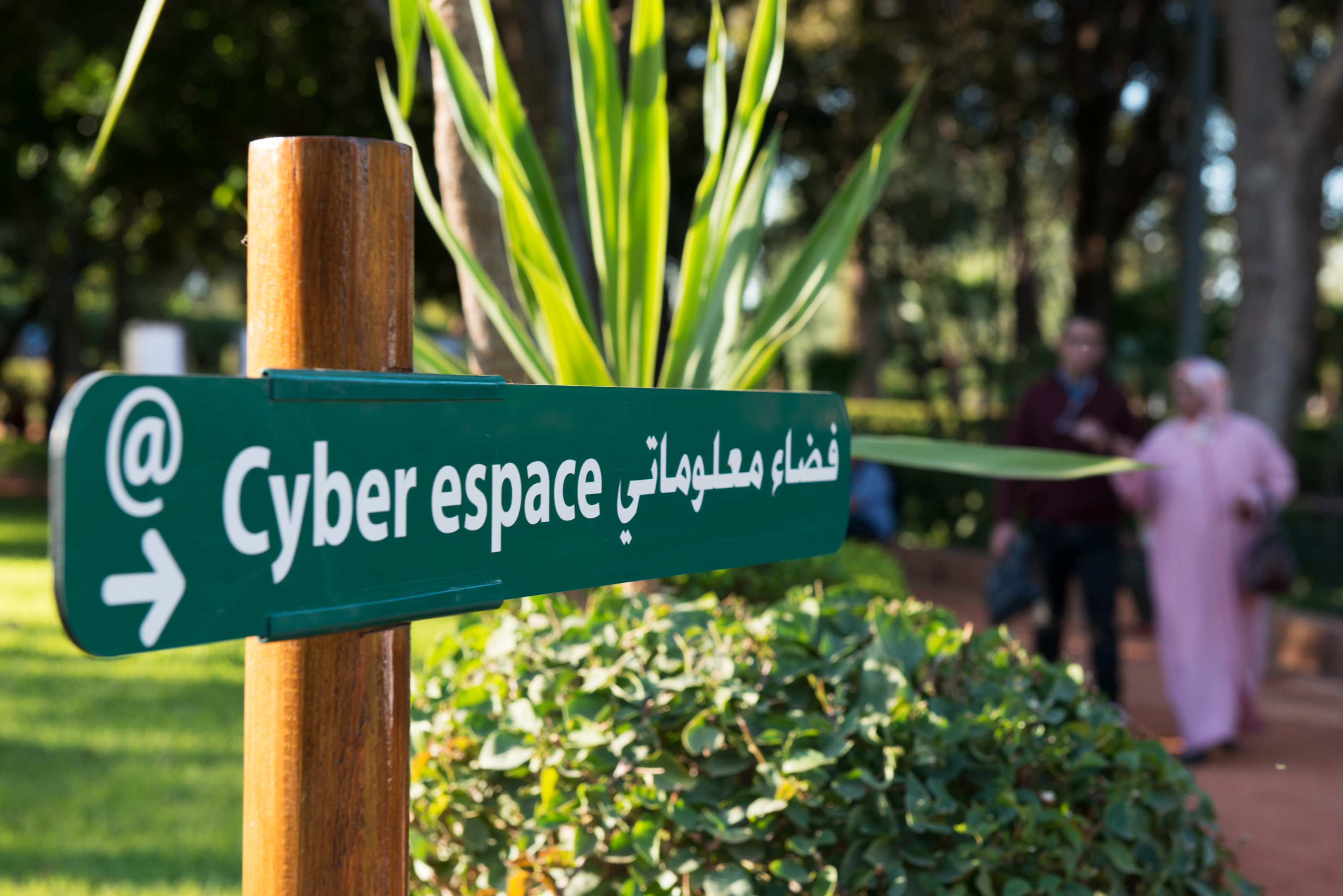

L’esplanade du Parc marque l’entrée principale de Arsat Moulay Abdeslam et veut être un lieu de rencontre et un repère accueillant et hospitalier grâce à ses jardinières agrémentées par différents types d’arbustes et de rosiers et arborées par des palmiers, et aussi avec les nombreux bancs public disponibles. L’esplanade peut aussi se transformer en un lieu de festivités, pour accueillir des événements culturels et artistiques.

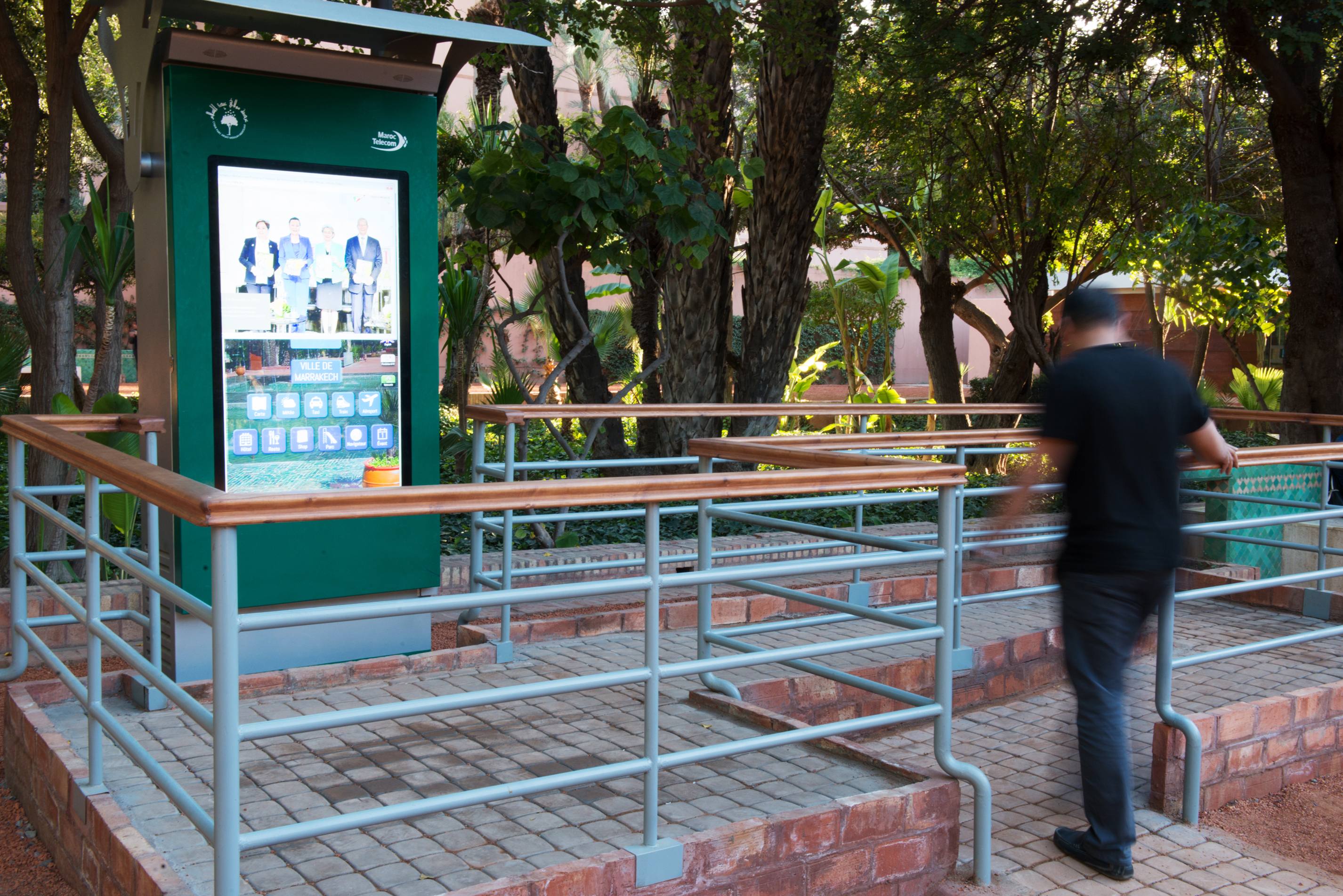

Une roseraie longe la muraille historique au sud du Cyber parc. Des toiles d’ombrage sont tendues pour rafraîchir l’esplanade du Cybercafé et inviter les promeneurs du cyber parc à un coin lecture calme et reposant.
Le cyberspace offre l’accès à internet via des positions reliées. Il comprend un espace éducatif gratuit réservé aux enfants et un autre pour le grand public. 

### Les bornes interactives et l’accès à Internet
11  bornes Totems interactives sont disséminés dans le parc. Elles sont reliées à Internet par une liaison en fibre optique très haut débit ; le contenu et l’application qu’elles hébergent sont amenés à évoluer pour couvrir plus de thèmes et de fonctions. En 2016, trois thèmes principaux en phase avec la vocation du Cyber Parc sont développés : activités touristiques et culturelles à Marrakech, protection de l’environnement, développement durable. Autour de ces thèmes, le contenu a pour objectif d’informer, sensibiliser, guider et promouvoir.

### La couverture WIFI
Le parc est entièrement couvert par la technologie Wifi Offload, plus de 20 points d’accès sont déployés dans le jardin et offrent une connexion gratuite, sécurisée et très haut débit tous les jours et durant les horaires d’ouverture du parc. Le point d’accès de l’esplanade est accessible 24H/24.

## Les activités culturelles et artistiques du cyber parc
Depuis sa rénovation en 2005, le cyber Parc Arsat Moulay Abdeslam a retrouvé sa place au sein de la vie culturelle et artistique locale, renouant ainsi avec  son passé au XVIIIe siècle, quand il accueillait festivités populaires et performances de chant, de musique et de danse présentés par des artistes marocains et internationaux, mêlant folklore local, Malhoune, poésie arabe et amazigh aux différentes influences venues d’Afrique et d’Europe.
Le cyber parc Arsat Moulay Abdeslam est un espace ouvert à toutes les formes d’expression artistiques et culturelles. L'amphithéâtre, l’estrade du cyber, l’esplanade de l’entrée principale et la place centrale de la fontaine (place de la Fondation Mohammed VI pour la protection de l’environnement) sont des espaces qui se transforment en scène de spectacle, d’échange, de danse ou de lecture au gré de la programmation culturelle tout au long de l’année. 
La plupart des  écoles de Marrakech organisent au profit des écoliers des sorties au cyber Parc Arsat Moulay Abdeslam au moins une fois par an. Afin de rendre ces sorties aussi ludiques qu’instructives, le Cyber Parc développe un contenu et des facilités didactiques et éducatives au profit des enfants. Ainsi, et à l’espace Cyber éducatif gratuit déjà existant, viennent s’ajouter en 2016 les plaques d’étiquetages des végétaux, les panneaux didactiques sur le compostage et le contenu multimédia du musée.

## Rénovation du Cyber Parc Arsat Moulay Abdeslam en 2016

### Un parc de plus en plus écologique

#### La préservation du patrimoine végétal
Afin de garantir la sauvegarde et la régénération du patrimoine végétal du parc, plus de 13 000 arbustes et 225 nouveaux arbres sont plantés à travers le jardin en vue de préserver et enrichir sa vie végétale, et cela, dans le respect du concept des ambiances paysagères propres du parc.

#### La mise à niveau de l’éclairage et le passage à la technologie LED
Le Cyber Parc Arsat Moulay Abdeslam peut montrer tout son charme en soirée en révélant la magie nocturne du lieu, une fois que les conditions d’éclairage sont optimales. En effet, une diffusion contrôlée de l’éclairage et l’utilisation des LED ont permis de mettre en valeur le site tout en gagnant en efficacité énergétique.
Le réseau d’éclairage a été entièrement rénové. L’extension du réseau est réalisée à travers l’installation de plus de 300 projecteurs LED et plus de 150 spots et ampoules LED, Le réseau nécessaire au fonctionnement de ces équipements a été mis en place à travers tout le parc.

#### Recyclage des déchets végétaux
Une zone de déchets végétaux est créée avec trois bacs de compostage permettant de recycler une partie des déchets végétaux du parc et les transformer par des procédés naturels de biosynthèse en compost fertilisant. Cet espace n’est pas uniquement destiné à la production du compost, mais également un lieu de visites éducatives au profit des enfants et des jeunes pour la sensibilisation à la contribution du compostage à la protection de l’environnement, et pour les sensibiliser aux questions liées au compostage. 

#### Irrigation écoresponsable
L’ancienne Arsa était irriguée par un système traditionnel des Sekkaia; ce système ancestral qui témoigne de l’ingéniosité et le savoir faire des Marocains dans le domaine de l’agriculture depuis des siècles, présente l’inconvénient d’utiliser de grandes quantités d’eau à chaque arrosage. Afin de réduire les quantités et à l’instar du jardin Moderne, un système d’irrigation par goute à goute est installé. L’ancien système est maintenu en parallèle dans un état fonctionnel pour être utilisé à des fins de démonstration lors des visites éducatives et touristiques.

#### Energie solaire
Deux stations de production d’énergie photovoltaïque sont réalisées au Cyber Parc Arsat Moulay Abdeslam; la première sur le toit du bâtiment qui abrite le Musée et l’agence commerciale sur une superficie de 350 m2 avec une puissance crête de 39 kWc et la seconde sur le toit du cyber sur une superficie de 180 m2 avec une puissance crête de 11 kWc. Le système installé permet  d’alimenter Les différents équipements électriques du parc et de réduire les émissions de CO2 par l’équivalent de 1 100 kg par mois, Voilà qui permet enfin au cyber parc d’être plus en accord avec sa vocation et sa raison d’être sur le plan écologique.

### Les TIC pour les meilleurs des visites

#### Le Musée des Télécom
Le Musée Des Télécoms du Cyber Parc Arsat Moulay Abdeslam est rénové entièrement en 2016 : mobilier, exposition photo, objets exposés et matériel multimédias offrant aux nombreux visiteurs une expérience de qualité et un voyage immersif à travers les temps forts et les avancées déterminantes ayant définitivement changé les sociétés et bouleversé les modes de vie. La rénovation de ce musée vient enrichir l’offre touristique de Marrakech et contribuer à préserver et promouvoir la mémoire du progrès commun de l’humanité dans le domaine des télécommunications.

#### La Couverture Wifi
Les 8 hectares du parc sont désormais entièrement couvert par un réseau wifi très haut débit; la couverture  est assurée par 20 bornes utilisant la technologie wifi offload. L’accès à ce réseau nommé « Arsat Moulay Abdeslam » est gratuit et sécurisé ne nécessitant que l’inscription via un formulaire lors de la première utilisation.
En parallèle à ce réseau wifi, chacune des onze bornes interactives est connectée à internet par une liaison fibre optique atteignant un débit de 50 Mbs.

#### La couverture Mobile
La  couverture  Mobile 2G/3G/4G du Parc et ses environs est assurée  par 3 antennes relais ayant des apparences discrètes et intégrés au paysage  étant conçus sous forme de palmier et de lampadaire.

#### Les bornes interactives
Les bornes interactives installées au cyber Parc ont évolué vers des bornes totem avec des écrans de 55 pouces et hébergeant les meilleurs technologies du moment afin d’offrir aux visiteurs une expérience aussi bien ludique qu'utile. Les bornes sont évolutives, et peuvent héberger différents types de contenu, le choix initial a porté sur trois thèmes qui sont en phase avec la vocation et la raison d’être du cyber Parc : activités touristiques et culturelles à Marrakech, protection de l’environnement , et développement durable. Autour de ces thèmes, le contenu aspire à informer, divertir, sensibiliser, guider et promouvoir.

### Accessibilité, repérage et orientation

#### L’accessibilité aux personnes à mobilité réduite
Le Cyber Parc Arsat Moulay Abdeslam est désormais accessible aux personnes à mobilité réduite. Le chantier de la mise à niveau des infrastructures d’accessibilité a permis d’appliquer au niveau de l’aménagement architectural du parc les standards internationaux les plus récents et les plus exigeants en la matière. Ainsi, Les allées du parc, l’Amphithéâtre, les sanitaires, la porte d’accès, le parking, le Musée et une borne interactive  sont réaménagés pour être accessibles aux personnes à mobilité réduite selon les standards internationaux les plus récents

#### La signalétique
Toute la signalétique du parc est remplacée et enrichie dans le respect de la charte de la Fondation Mohamed VI pour la protection de l’environnement. L’objectif étant d’utiliser des matériaux qui s’intègrent dans les paysages du parc, et de mieux indiquer les différentes parties et équipements du jardin.
Une enseigne unifiée en lettrage gaufré retro éclairé entourant les bâtiments à l’entrée principale du jardin indique le cyber parc, le choix de cet enseigne permet une visibilité particulièrement utile pour les touristes marocains et internationaux
Pour la  signalétique directionnelle, 3 Panneaux d’entrée au niveau des portes principales; 3 grilles d’accès au niveau de la porte 2 reprenant le logo de la fondation Mohammed VI pour la protection de l'environnement, celui de Maroc Telecom et celui du Cyber Parc; 86 petits panneaux sur pupitres pour l’étiquetage des végétaux; Un panneau bacs de compostage et 12 panneaux «Protégeons notre environnement », 34 différents panneaux indicateurs (sortie, espace cyber, etc.) ont été installés. Les deux plaques en marbre « Place Fondation Mohammed VI pour la protection de l’environnement » sont également rénovés.

#### L’étiquetage des végétaux
Dans un but éducatif et afin de sensibiliser les visiteurs et mettre en valeur le patrimoine végétal du parc, une sélection de 86 arbres et arbustes ont été étiquetées par une signalisation informative reprenant les noms latins, français et arabe de la plante ; une caractéristique du sujet végétal est également mise en avant afin de susciter plus d’intérêt chez le visiteur.
Cet étiquetage est aussi une invitation subtile à contempler la beauté de la vie végétale et à contribuer à protéger l’environnement.

#### L’entrée carrossable
Désormais, les engins multi-services et les véhicules utilitaires et les secours peuvent accéder à l’intérieur du parc en cas de besoin. Cet accès a également facilité la réalisation des autres chantiers de mise à niveau du parc qui nécessitaient l’accessibilité des engins des prestataires.

#### La Clôture du parc
La clôture du parc est un vecteur d’image important du fait de sa position longeant l’artère le plus fréquenté de la ville ; sa remise à neuf a permis la réfection de 550 mètres linéaires sur deux façades du jardin et la pose de 4400 tiges métalliques de fabrication artisanale.

#### Le coin lecture
Des toiles d’ombrage sont tendues pour rafraichir l’esplanade du Cyber. Sous ces toiles, un espace avec des bancs conçus spécialement pour aménager un coin lecture constituera un espace supplémentaire de détente pour les visiteurs.

#### Le paillage minéral
Régulièrement, un surfaçage des allées du parc est effectué en utilisant la brique pilée dans le jardin moderne et le gravier concassé à l’ancienne Arsat. Ceci permet de maintenir l’aspect homogène et esthétique des allées en préservant les formes naturelles du parc. Ainsi, le surfaçage en brique pilée et en gravier concassé est refait sur plus de 15 000 m2 le long des allées du parc

#### Le renforcement des paysages de l’ancienne Arsa
L’ancienne Arsa était organisée sous forme de carrés de culture, et d’alignements de végétaux, introduits fortuitement, comme les  caroubiers et les palmiers, arbres emblématiques de la région. À l’intérieur de ces carrés, poussaient également  des arbustes adventices et le sol était couvert d’herbe verte.Cette ambiance paysagère originelle est renforcée par des plantes couvre sol endémiques, donnant lieu à une étendue de verdure agréable.

#### L’Esplanade du Cyber Parc
Douze jardinières ont été créées, agrémentées par différents types d’arbustes et de rosiers et arborées par 11 palmiers. 12 bancs publics en brique rouge artisanale sont également installés. Le pavé est entièrement rénové, en pierre taillée sous forme de motifs géométriques et esthétiques rappelant la tradition artisanale marocaine. Et pour une ambiance nocturne chaleureuse et une touche d’élégance et de gaité, des spots Led sont posés en terre pour éclairer les jardinières. 85 petits spots sont encastrés à la surface du pavé.

## La richesse végétale du Parc
Une grande variété d'arbres et d'arbustes prospèrent au Cyber Parc. L'inventaire des grands sujets végétaux de 2016 classe le laurier rose, l’olivier et le bigaradier à la tête des espèces présentes en nombre au cyber parc, extrait de l’inventaire : 
| Nom commun de l'Arbre                       | Nom Latin               | Quantité |
| Laurier rose                                | Nerium oleander         | 1175     |
| Palmier / Dattier                           | Phoenix                 | 535      |
| Bigaradier                                  | Citrus aurantium        | 500      |
| Olivier                                     | Olea europea            | 459      |
| Yucca géant                                 | Yucca elephantipes      | 266      |
| Mandarinier - clémentinier                  | Citrus reticulata       | 219      |
| Le palmier à jupon ou palmier de Californie | Washingtonia filifera   | 158      |
| Caroubier                                   | Ceratonia siliqua       | 122      |
| Micocoulier de Provence                     | Celtis australis        | 107      |
| Oranger                                     | Citrus sinensis         | 91       |
| Faux Poivrier                               | Shinus molle            | 87       |
| Mûrier                                      | Morus alba              | 76       |
| Pistachier d'atlas                          | Pistacia atlantica      | 72       |
| Jacaranda                                   | Jacaranda ovalifolia    | 69       |
| Melia (ou margousier )                      | Melia azedarach ou neem | 68       |
| Cyprès                                      | Cupressus               | 58       |
| palmier du Mexique                          | Washingtonia robusta    | 56       |
| Amandier                                    | Prunus amygdalus        | 52       |
| Dombeya                                     | Dombeya                 | 36       |
| Citron                                      | Citrus limonum          | 33       |

| Nom commun de l'Arbre                 | Nom Latin              | Quantité |
| Cotelets                              | Citharexylum           | 28       |
| Pamplemoussier                        | Citrus grandis, maxima | 28       |
| Arbre de Judée                        | Cercis siliquastrum    | 27       |
| Grenadier                             | Punica granatum        | 27       |
| bois rose                             | Tipuana tipu           | 26       |
| Parkinsonia                           | Parkinsonia            | 25       |
| Pin d’Alep                            | Pinus arabica Sieber   | 23       |
| Palmiers de canaries                  | Phoenix canariensis    | 20       |
| Figuier                               | Ficus cariCa           | 17       |
| Mimosa                                | Acacia dealbata        | 14       |
| Palmier de la reine, Cocotier plumeux | Syagrus romanzoffiana  | 13       |
| Chêne soyeux d'Australie              | Grevilea robusta       | 13       |
| Hibiscus                              | rosa sinensis          | 12       |
| Thuyas                                | Thuja                  | 11       |

## Historique
Situé le long de l’avenue Mohamed V et limité de l’autre côté par les remparts, le parc Arsat Moulay Abdessalam est un jardin historique (arsa) qui s'étend sur huit hectares, et dont la création remonte au XVIIIe siècle. 

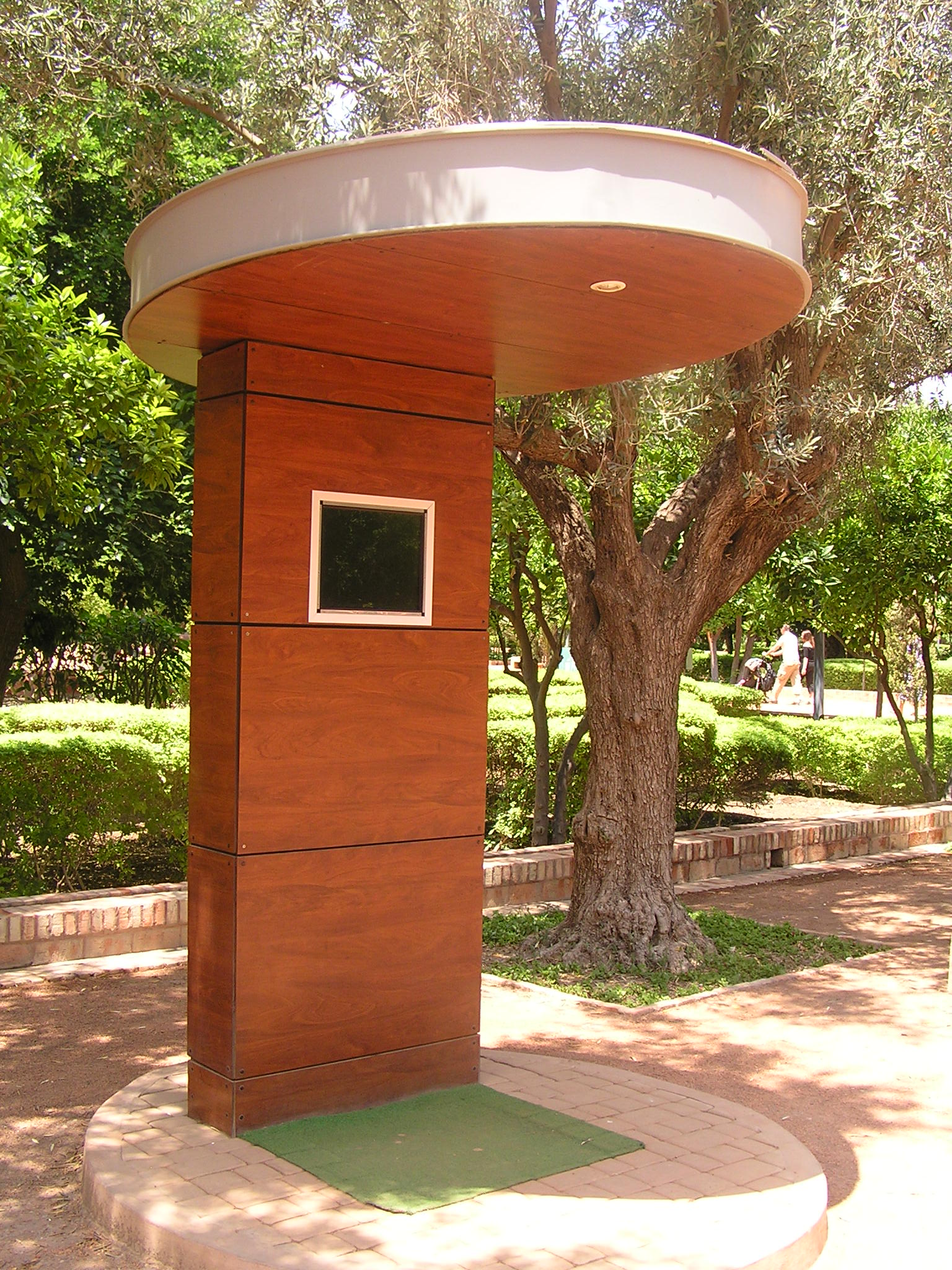
borne multimédia

Le prince Moulay Abdeslam était un diplomate érudit, écrivain et poète, fils du Sultan alaouite Sidi Mohammed Ben Abdallah (1720 - 1790) et frère des Sultans Al-Yazid et Sulayman. 
L’art des jardins était important pour les Alaouites, et ils sont considérés comme une référence de l'esthétique des jardins[réf. nécessaire].
S'y est ajouté un second jardin aménagé sous le protectorat, vers 1920.
La Fondation Mohammed VI pour l’environnement, a voulu restaurer ce jardin, mettre en valeur l’héritage historique existant et créer un espace du futur celui des techniques de pointe dans le domaine de la communication. Le cyber parc Moulay Abdeslam, dont la restauration a été possible grâce à la contribution de Maroc Telecom, et de plusieurs de ses partenaires, 14 sociétés d’informatique qui ont participé.
Ce sont l'architecte Karim El Achak et le paysagiste Jean-Charles Mazet qui ont travaillé à la préservation de l’atmosphère de ce jardin tout en le reliant à l’avenir.

## Le parc
Après 17 mois de travaux, l’élagage de 450 arbres et la plantation de 200 palmiers, 500 arbustes et 680 orangers, citronniers et autres essences, la réfection des allées, des kiosques, de l'amphithéâtre, la pose de bancs, le parc a pris sa forme actuelle.

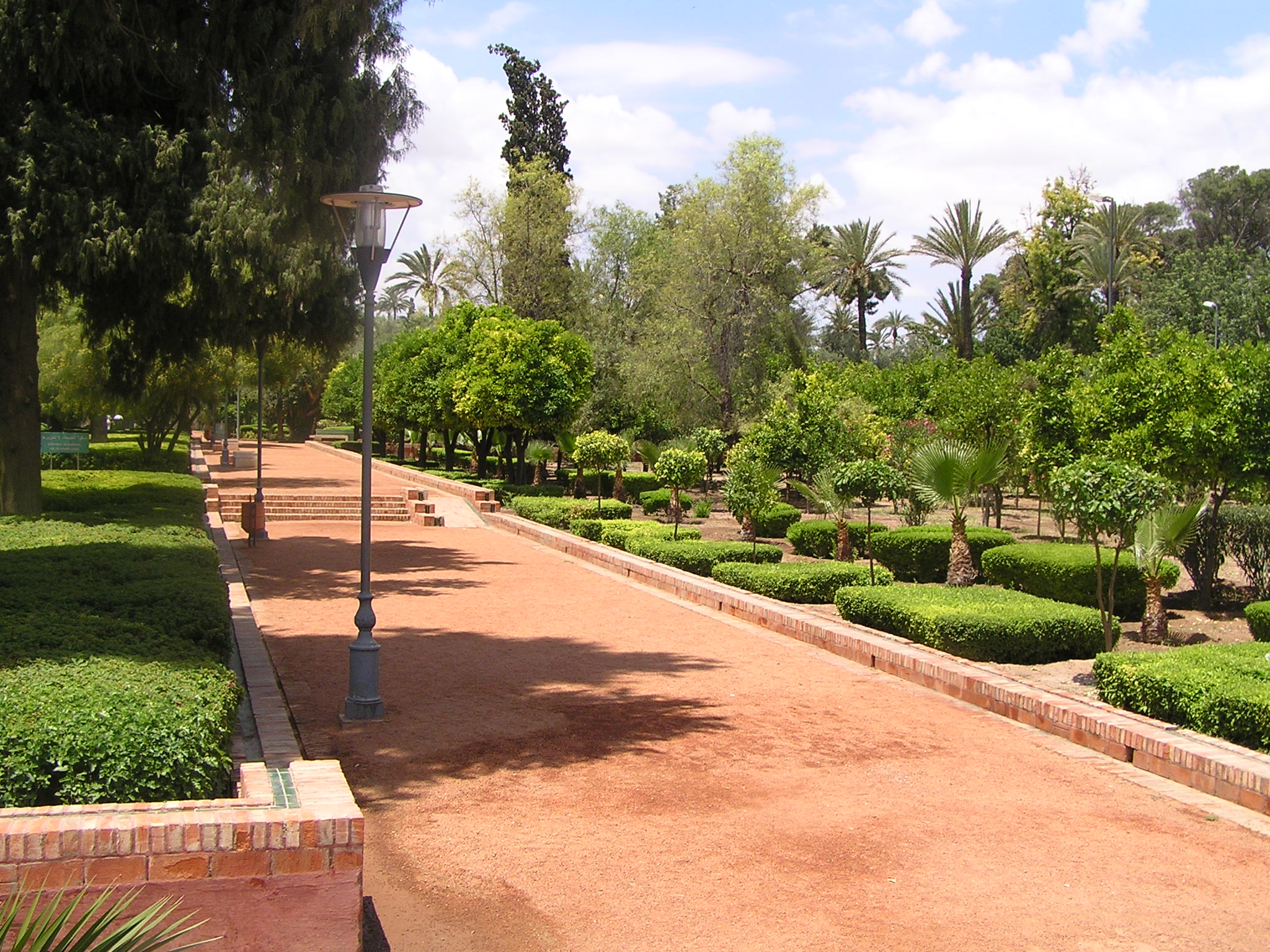
Une allée du parc
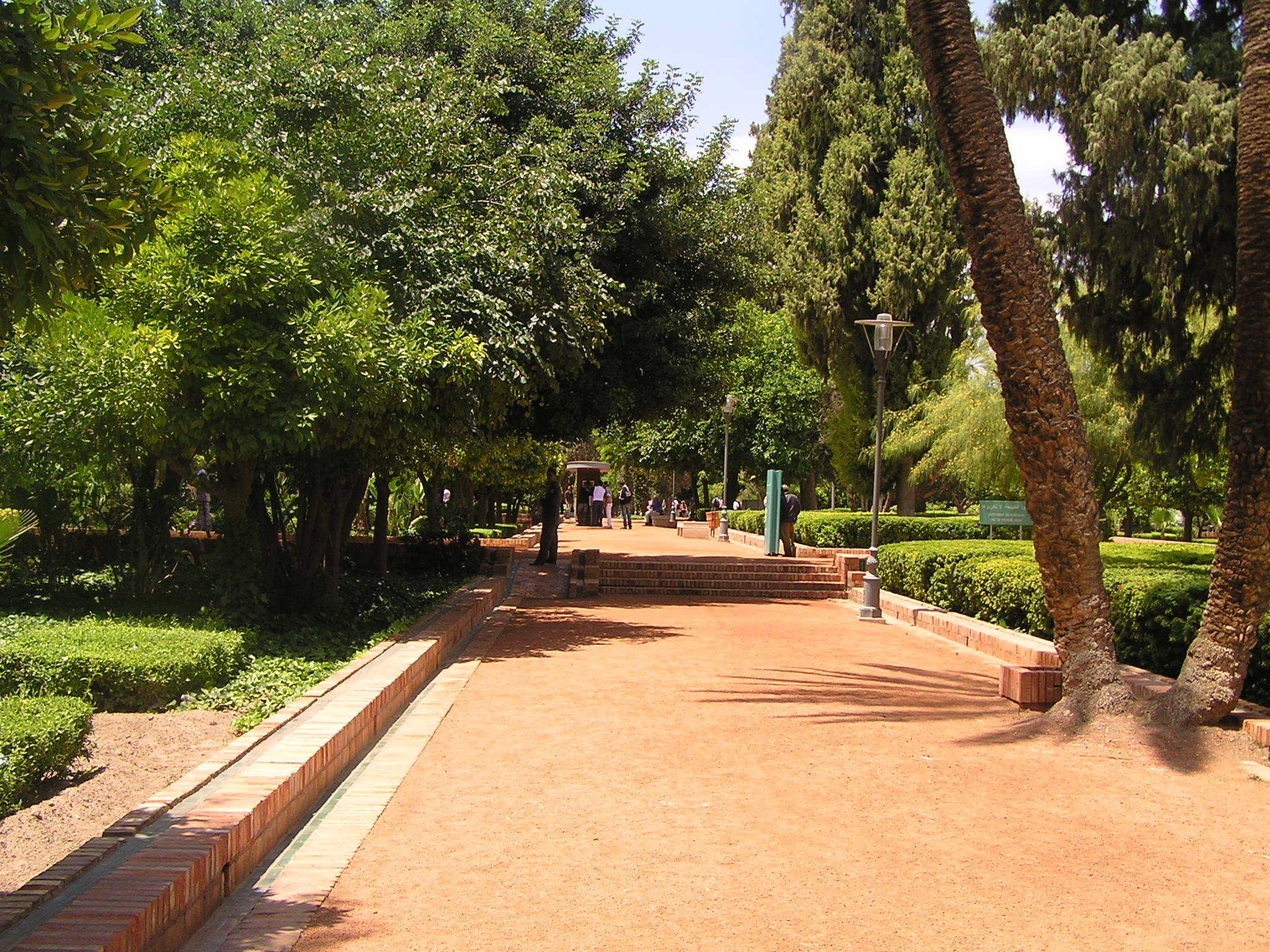
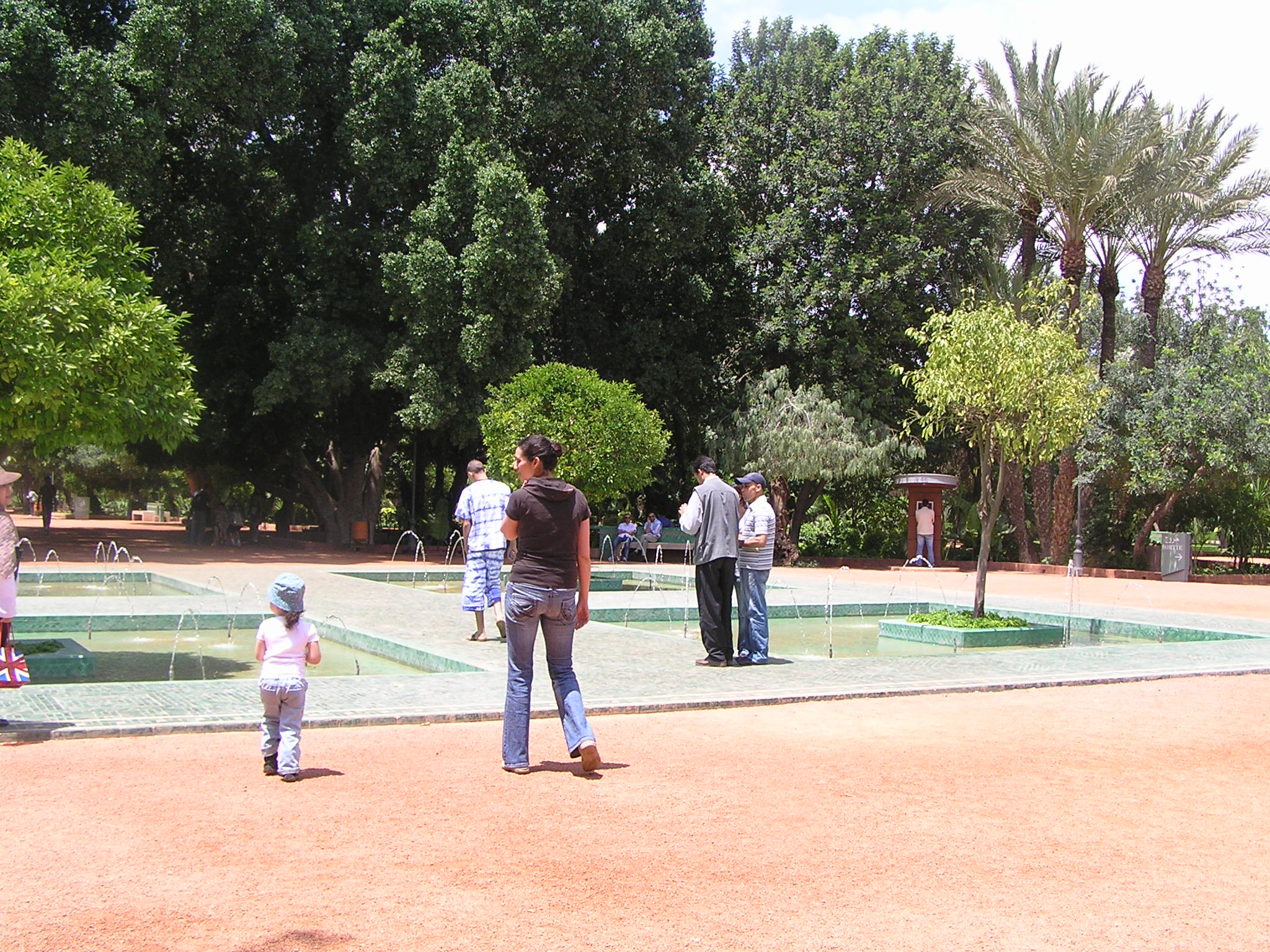
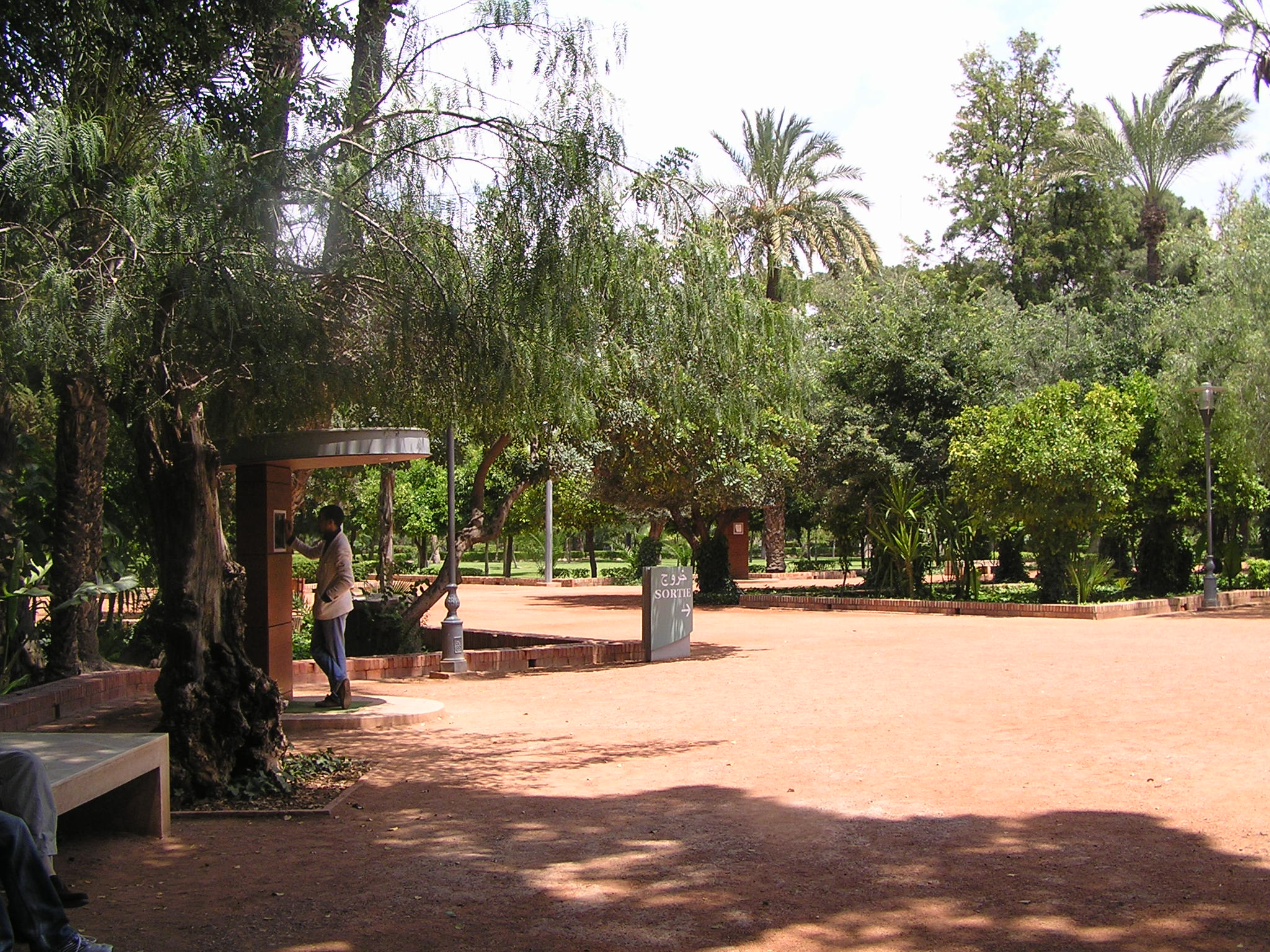

Les nombreuses bornes interactives multimédias le long des allées sont des espaces Internet, équipés des toutes dernières technologies, avec fibre optique, ADSL, Wi-Fi…